# Столпинка
Сто́лпинка (укр. Стовпинка) — село на Украине, основано в 1845 году, находится в Олевском районе Житомирской области.
Код КОАТУУ — 1824486401. Население по переписи 2001 года составляет 674 человека. Почтовый индекс — 11041. Телефонный код — 4135. Занимает площадь 2,7 км².

## Известные люди
В селе родился композитор, хормейстер, аранжировщик, дирижер В. К. Талах.

## Адрес местного совета
11041, Житомирская область, Олевский р-н, с. Столпинка, ул. Ленина, 32